# Mugur (actor porno)
Mugur este unul din cei mai cunoscuți actori de filme destinate adulților din România.